# Stagmatoptera nova
Stagmatoptera nova är en bönsyrseart som beskrevs av Max Beier 1930. Stagmatoptera nova ingår i släktet Stagmatoptera och familjen Mantidae. Inga underarter finns listade i Catalogue of Life.